# Redemption Song
Redemption Song – ostatni utwór na albumie Bob Marley & The Wailers Uprising, nawiązujący do przemówienia działacza panafrykańskiego Marcusa Garveya.
Utwór został pierwotnie nagrany w konwencji akustycznej – Marley śpiewa i gra na gitarze, bez akompaniamentu.
W 2004 roku utwór został umieszczony na 66. pozycji na liście 500 utworów wszech czasów magazynu Rolling Stone. W 2010 roku został też umieszczony na liście 20 najlepszych piosenek politycznych według New Statesman.

## Streszczenie
Utwór wzywa słuchaczy do wyzwolenia się z mentalnej niewoli, gdyż tylko oni mogą uwolnić swoje umysły. Słowa te są parafrazą przemowy Garveya, opublikowanej w 1937 roku w magazynie Black Man.

## Cover Rihanny

### Koncepcja
Wersja Rihanny została wydana by pomóc ofiarom z Haiti, ze względu na niszczycielskie trzęsienie ziemi, które nawiedziło je 12 stycznia roku 2010. Nową wersję Robyn nagrała w styczniu 2010.

### Promocja
W 2006 roku w trasie koncertowej Rihanna 2006 Tour piosenka została włączona w oficjalną set listę trasy. W dniu 20 stycznia 2010 roku piosenkarka wykonała piosenkę na The Oprah Winfrey Show.

### Publikacja
Utwór został wydany w formacie digital download w US iTunes Store 19 stycznia 2010 roku. Jest on również dostępny na cele charytatywne przez ograniczony czas. Wszystkie zyski ze sprzedaży trafią na kampanię Haiti.

### Notowania
| Listy przebojów                       | Najwyższa pozycja |
| ------------------------------------- | ----------------- |
| Kanada (Canadian Hot 100)             | 82                |
| Stany Zjednoczone (Billboard Hot 100) | 81                |